# Baila el Chiki-chiki
«Baila el Chiki-chiki» es una canción de Rodolfo Chikilicuatre, personaje interpretado por David Fernández Ortiz, y fue el tema que representó a España en el Festival de la Canción de Eurovisión 2008 en Belgrado (Serbia). Logró la decimosexta plaza, con un total de 55 puntos, mejorando la posición de España desde el año 2004.

## Música y letra
La música y la letra de la canción surgieron del equipo del programa Buenafuente, espacio en el que apareció por primera vez el personaje de Rodolfo Chikilicuatre. Como parte de la parodia que fue la canción, el cantautor canario Pedro Guerra y Santiago Segura manifestaron ser los autores de la música y la letra, respectivamente. Dicha información fue tomada en serio por algunos medios de comunicación, vertiéndose en un artículo de El País. Sin embargo, la música fue compuesta originalmente por Jaume Nin, montador musical del programa y los autores de la letra fueron el equipo de guionistas del programa en ese momento, entre ellos Joan Grau, Marcos Mas, Rafel Barceló, Ángel Cotobal, Guillem Dols, Roger Rubio, Javi Martin y Jair Domínguez, según ha informado la propia productora en su cuenta de Twitter. La canción es una parodia del reguetón y su estilo de baile "perreo", conteniendo chistes y referencias políticas a Zapatero, Rajoy, Juan Carlos de Borbón y Hugo Chávez.

## Videoclip
En el videoclip original, Rodolfo aparece con un peinado estilo Elvis Presley, con una miniguitarra de juguete a la que llama Luciana, bailando perreo, y, detrás de él, aparece una serie de vídeos, todos ellos sacados en YouTube.
En el videoclip final (y posteriores representaciones en plató y escenarios), a diferencia del original, Rodolfo baila siempre acompañado por sus dos bailarinas "Disco" y "Gráfica". 
"Baila el Chiki-Chiki" ha sido bailado, junto con Rodolfo, por artistas populares del momento tales como King África, Tata Golosa y El Pavo Dustin, entre otros.

## Reparto

### Rodolfo Chikilicuatre
El actor cómico David Fernández Ortiz interpreta a Rodolfo Chikilicuatre, un músico y cantante argentino entrañable.
Rodolfo en varias galas de televisión, así como en el programa de Buenafuente, ha ido desvelando secretos de su vida:
- Chikilicuatre dice haber nacido en 1973 en la capital Argentina, Buenos Aires, aunque en una entrevista con King África confesó que su acento no es rioplatense puro sino una abigarrada mezcla producto de su extraña vida, ya que también vivió en Potosí.
- Chikilicuatre es tartamudo, su lengua suele trabarse cuando va a decir algo emotivo.
- Antes de su presentación en Eurovisión, afirmó que gracias a toda la gente que le vería en Belgrado cumpliría su sueño de unir a todo el mundo a través del baile del Chiki Chiki.

### Bailarinas
Disco
- Disco, interpretada por la actriz Alejandra Jiménez-Cascón, siempre va vestida de azul, es presumida y pasional y siempre toma la iniciativa. Sin embargo a veces le dan ataques de pánico y llora, así como cambios repentinos de humor.
- Le encanta tocar palmas y arrancarse imitando el cante hondo versionando cualquier frase o canción.
- Cada vez que su compañera Gráfica se cae, Disco acude de inmediato en su ayuda, tratando de levantarla y tranquilizarla para proseguir con el baile.

Gráfica
- El papel de "Gráfica" está interpretado por la actriz Silvia Abril, actuando de bailarina torpe y aparatosa. Se le da especialmente mal mantenerse de pie en superficies deslizantes, lo que la precipita al suelo a menudo, básicamente por culpa de sus plataformas. Además, se equivoca en el baile.
- Esta bailarina que viste siempre de rosa está obsesionada con el salto de la coreografía, constantemente se acerca a Rodolfo para confesarle que no le sale y que no lo ve... a pesar de que la coreografía del Chiki Chiki no incluye ningún tipo de salto.
- Gráfica intenta suplir su inseguridad imitando a Disco, siguiendo sus movimientos, dentro y fuera del baile y hablando cuando ella habla.

El Trío de Acompañantes
- Leticia, María Ángeles y Cecilia son las otras tres bailarinas que acompañaron a Rodolfo en el Festival de la Canción de Eurovisión 2008. El proceso de selección comenzó con una casting realizado en Madrid y Barcelona al que se presentaron más de 400 candidatas. De ellas el jurado eligió 6 que acudieron a una gala de televisión española ("Dansin Chiki Chiki") el día 29 de abril de 2008. La coreógrafa, que además fue también instructora de la cantante Shakira anteriormente en los bailes de los premios MTV y Grammy, seleccionó a estas tres jóvenes morenas.

## Versiones oficiales

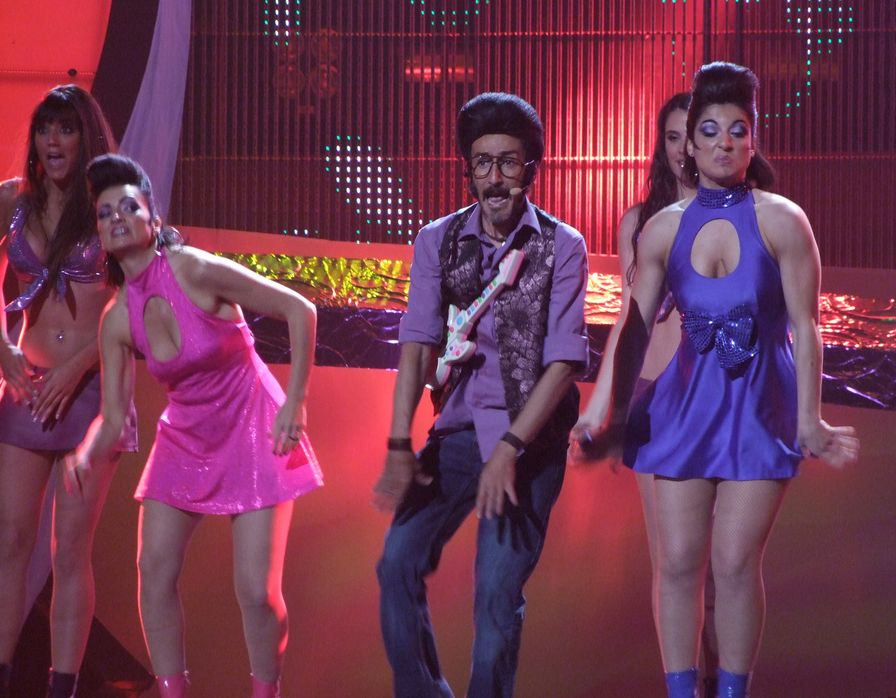
Rodolfo Chikilicuatre, intérprete de la canción, en Eurovisión 2008.

La letra original de la canción contenía las palabras "Zapatero" y "Rajoy", en referencia a los líderes políticos españoles José Luis Rodríguez Zapatero y Mariano Rajoy. Debido a la proximidad de las elecciones generales de España de 2008, se decidió realizar una nueva versión por parte de los desarrolladores de Buenafuente que sustituiría completamente a la original. 
Esta nueva versión omitió los términos mencionados, siendo sustituidos por los nombres "José Luis" y "Mariano", pero manteniendo la alusión a Hugo Chávez, presente en la original. También repetía un par de estrofas de la canción, a fin de alargarla más en tiempo para que no incumpliera normas impuestas para el concurso. Esta segunda versión fue la que apareció en la gala de TVE de la elección del candidato español a Eurovisión 2008, Salvemos Eurovisión y que proporcionó la victoria a Rodolfo.
Una vez seleccionada, «Baila el Chiki Chiki» pasó a ser propiedad de TVE, de forma que la canción podía ser modificada por la cadena, en colaboración con el propio autor. 
Y así fue, Rodolfo Chikilicuatre preparó una nueva versión final para adaptarla, en letra y duración, a la normativa de la UER, tal y como él mismo anunció el lunes día 10 de marzo de 2008, donde tuvo su primer encuentro ante los medios de comunicación tras resultar vencedor.
Esta versión definitiva, que se hizo pública el 14 de marzo de 2008, es más larga (2 minutos 52 segundos) e incluye además algunos párrafos en inglés, con referencias a algunos de los personajes españoles más reconocidos internacionalmente como Pau Gasol, Fernando Alonso, Javier Bardem, Antonio Banderas y Pedro Almodóvar. 
También hace referencia a un gran éxito musical de producción española, reconocido internacionalmente: la Macarena.

## Otras versiones
En uno de los programas especiales que La 1 de TVE emitió antes del festival, Dansin Chiki Chiki, los Mojinos Escozíos tocaron su propia versión de la canción, en tono de hard rock. El grupo Siniestro Total también interpretó su propia versión en Buenafuente, con la música de Mata hippies en las Cíes.
Años después, en noviembre de 2012, durante el concurso Tu cara me suena, Santiago Segura actuó interpretando la canción original (versión final), caracterizado como Rodolfo, con su guitarra original "Luciana" y sus gafas sin cristal

## Listas

### Semanales
| País    | Ranking         | Primera semana | Posición de ingreso | Mejor posición | Semanas en la mejor posición | Semanas en el ranking | Última semana |
| ------- | --------------- | -------------- | ------------------- | -------------- | ---------------------------- | --------------------- | ------------- |
| Europa  |                 |                |                     |                |                              |                       |               |
| Suecia  | Top 60 singles  | 05.06.2008     | 12                  | 12             | 1                            | 3                     | 26.06.2008    |
| Francia | Top 100 Singles | 09/08/2008     | 85                  | 20             | 1                            | 22                    | 25/07/2009    |

### Anuales
2008
| Europa |                               |   |
| España | Top 50 Canciones (Promusicae) | 4 |

### Certificaciones
| Europa |            |      |            |
| España | Promusicae | 2008 | 4x Platino |